# Danielle Fotopoulos
Danielle Ruth Fotopoulos (geborene Garrett; * 24. März 1976 in Camp Hill, Pennsylvania) ist eine ehemalige US-amerikanische Fußballspielerin.

## Karriere

### Jugend und College
In ihrer Jugend spielte sie von 1990 bis 1993 für die Mannschaft der Lyman High School. Danach ging sie nach ihrem Abschluss dort in die College-Mannschaft der SMU Mustangs über, für die sie in zwei Spielzeiten aktiv war. Danach war sie bei den Florida Gators, wo sie nach der Saison 1998 auch ihren Abschluss machte.

### Klub
Ebenfalls auch schon 1998 schloss sie sich dann Tampa Bay Extreme an, für welche sie aber nur vier Mal in der USL W-League auflief, jedoch immerhin sechs Tore erzielte. Danach spielte sie ab 2001 für das WUSA-Franchise Carolina Courage, bei welchem sie auch über die komplette Lebenszeit des Franchise aktiv war. Im Jahr 2005 war sie nochmal als Spielerin bei Central Florida Krush, ob sie dort überhaupt aber eingesetzt wurde, ist nicht bekannt.

### Nationalmannschaft
In der US-Nationalmannschaft hatte sie ab dem Jahr 1996 erste Einsätze. Nachdem sie im Finalspiel des Algarve-Cups 1999 kurz vor Ende eingewechselt wurde, war sie auch im Kader der Mannschaft bei der Weltmeisterschaft 1999 dabei. Ihr einziger Einsatz verblieb hier jedoch nur das Halbfinalspiel gegen Brasilien, wo sie zur 88. Minute für Tiffeny Milbrett eingewechselt wurde. So gehörte sie aber auch mit zur Mannschaft, welche am Ende den zweiten Weltmeistertitel der USA gewann.